# Truncatella truncata
Truncatella truncata är en svampart som först beskrevs av Joseph-Henri Léveillé, och fick sitt nu gällande namn av Steyaert 1949. Truncatella truncata ingår i släktet Truncatella och familjen Amphisphaeriaceae.   Inga underarter finns listade i Catalogue of Life.